# سکس عمیق
سکس عمیق (ایتالیایی: Sesso profondo) یک فیلم اروتیک سافت‌کور به کارگردانی مارینو جیرولامی است که در سال ۱۹۸۰ منتشر شد. این فیلم با آنکه دارای صحنه‌های هاردکور است؛ اما در بسیاری از کشورهای اروپایی از جمله ایتالیا و سوئد اکران شد.

## گزیدهٔ بازیگران
- آدریانا جوفره
- ونانتینو ونانتینی
- آل کلیور
- دانلد اوبراین